# Мартфельд
Мартфельд (нім. Martfeld) — громада в Німеччині, розташована в землі Нижня Саксонія. Входить до складу району Діпгольц. Складова частина об'єднання громад Брухгаузен-Фільзен.
Площа — 35,06 км2. Населення становить 2817 ос. (станом на 31 грудня 2021).

## Галерея

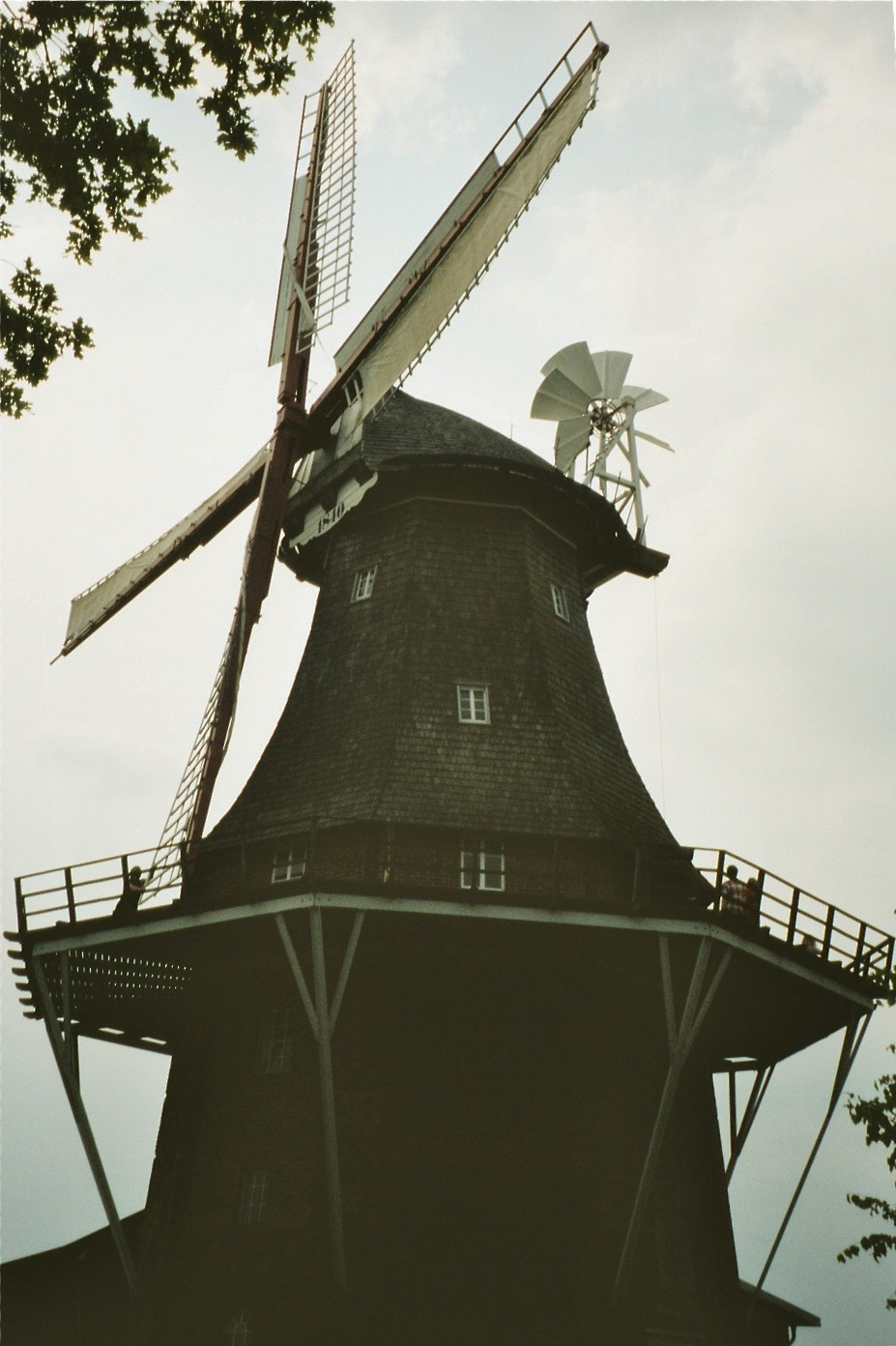
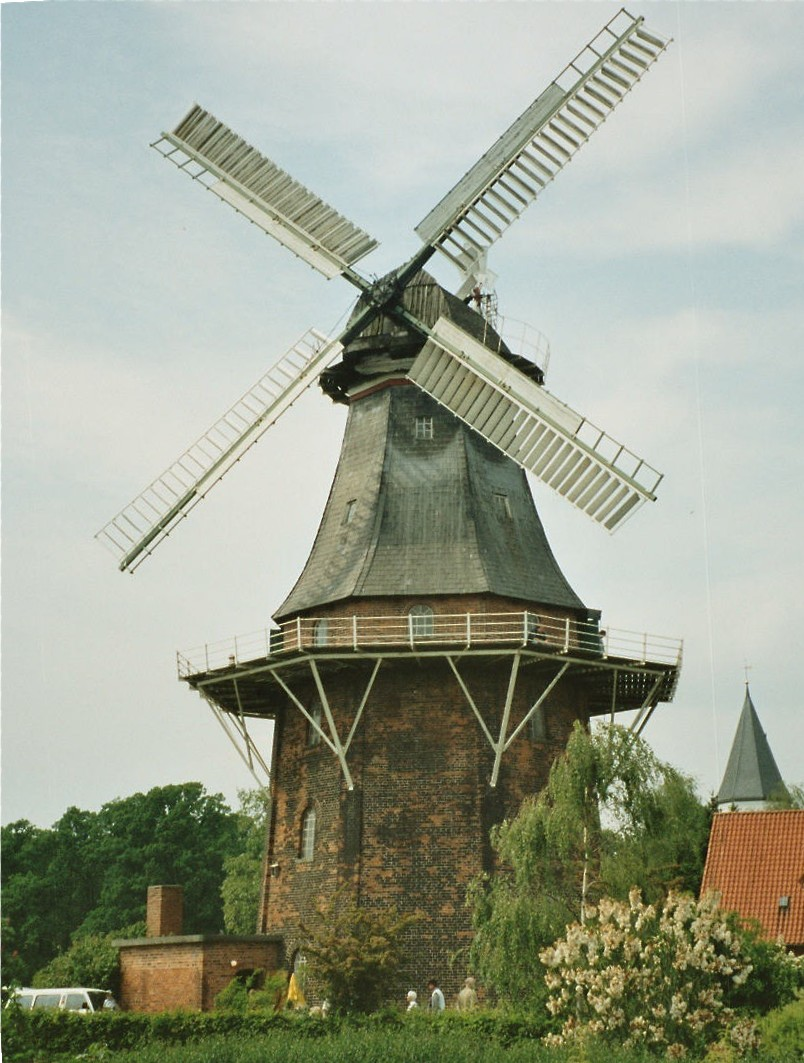